# Doropolje
Doropolje je naselje u slovenskoj Općini Šentjuru. Doropolje se nalazi u pokrajini Štajerskoj i statističkoj regiji Savinjskoj. 

## Stanovništvo
Prema popisu stanovništva iz 2002. godine naselje je imalo 153 stanovnika.